# Agnes Dennis

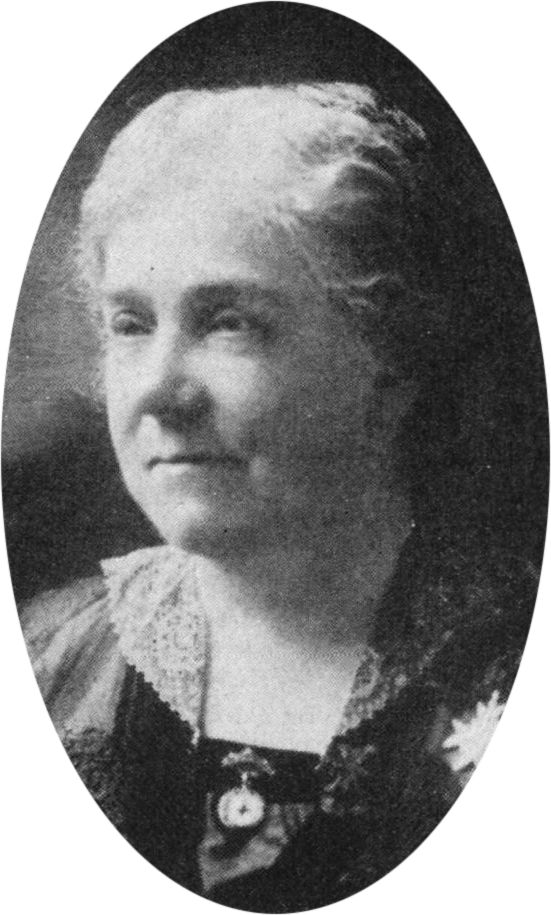
Agnes Dennis

Agnes Dennis, CBE (11 de abril de 1859 - 21 de abril de 1947) foi uma educadora e feminista na Nova Escócia, Canadá. Dennis foi uma das 5 da Nova Escócia que eram ativas no Conselho Local de Mulheres de Halifax.
Filha de Alexander Miller e Sarah Archibald, ela nasceu Agnes Miller em Truro e estudou nas Escolas Modelo e Normal de lá. Ela ensinou na Escola Modelo durante dois anos e depois casou-se com William Dennis, mais tarde senador e editor de jornal, em 1878.
Dennis serviu como presidente da filial de Halifax da Ordem Vitoriana das Enfermeiras e da Cruz Vermelha da Nova Escócia. Dennis ajudou a organizar os esforços de socorro após a explosão de Halifax de 1917. Ela também dirigiu o Halifax Herald após a morte do seu marido em 1920. Ela teve 10 filhos.
Dennis morreu em Halifax aos 88 anos.
A sua filha Clara produziu uma série de livros de viagem na Nova Escócia ilustrados com as suas próprias fotografias.